# Mike Souza
Michael Souza (* 28. Januar 1978 in Wakefield, Massachusetts) ist ein ehemaliger italo-amerikanischer Eishockeyspieler und jetziger -trainer.

## Karriere
Souza begann seine Karriere 1996 im Team der University of New Hampshire in der US-amerikanischen Collegeliga Hockey East. Dort konnte er bereits in seiner ersten Saison überzeugen, erzielte in 39 Spielen 26 Scorerpunkte und wurde in das All-Rookie-Team von Hockey East gewählt. Während des NHL Entry Draft 1997 wurde er von den Chicago Blackhawks in der dritten Runde an insgesamt 67. Position ausgewählt. Der gelernte Stürmer beendete zunächst sein Studium und wechselte im Sommer 2000 in die American Hockey League zu den Norfolk Admirals, dem damaligen Farmteam der Chicago Blackhawks, nachdem er zunächst noch in das Second-All-Star-Team seiner Hochschulliga gewählt worden war. 
Letzten Endes spielte Souza ausschließlich in der AHL und durfte sich nicht in der National Hockey League beweisen. In den folgenden Jahren wechselte der Linksschütze mehrmals den Verein und stand unter anderem bei den AHL-Klubs Bridgeport Sound Tigers, Portland Pirates und Hershey Bears unter Vertrag. Da ihm bei keinem der Vereine der Durchbruch gelang, entschied er sich gegen ein weiteres Engagement in Nordamerika und wechselte stattdessen zur Spielzeit 2005/06 zum EHC Basel in die Schweizer Nationalliga A. Dort absolvierte er lediglich drei Spiele und schloss sich während der laufenden Saison dem EHC Olten in der Nationalliga B an. Auch in Olten beendete er das Spieljahr nicht und unterschrieb zum Ende der Saison einen Vertrag bei den Kölner Haien aus der Deutschen Eishockey Liga. Mit den Haien konnte der damals 28-jährige das Play-off-Halbfinale des Jahres 2006 erreichen, wo man schließlich mit 2:3-Siegen an den DEG Metro Stars scheiterte. Souza erzielte in neun Play-off-Partien zwei Scorerpunkte.
Anschließend wechselte er in die italienische Serie A1 zur SG Cortina, entwickelte sich dort zum Leistungsträger und gewann 2007 mit dem Team aus Venetien den ersten italienischen Meistertitel des Clubs nach 32 Jahren. Mike Souza ging somit auch in der Spielzeit 2008/09 für den SG Cortina aufs Eis. Im August 2010 wechselte der Stürmer zum Ligakonkurrenten HC Bozen, bei dem er im Anschluss an die Saison 2010/11 seine aktive Karriere beendete. 
Seit September 2011 war Souza zunächst als Assistenztrainer für die Mannschaft der Brown University aus der National Collegiate Athletic Association tätig. Nachdem er von 2013 bis 2015 in gleicher Position bei der University of Connecticut wirkte, ist er seit 2015 Cheftrainer der Eishockeymannschaft der University of New Hampshire.

### International
Für Italien nahm Souza an den Weltmeisterschaften der Division I 2009 und 2011 teil, bei denen er jeweils mit seiner Mannschaft als Gruppensieger in die Top Division aufstieg. Auch bei der WM der Top-Division 2010 stand er für Italien auf dem Eis und erzielte fünf Punkte, den direkten Abstieg in die Division I konnte er allerdings nicht verhindern. Zudem vertrat er seine Farben bei der Olympiaqualifikation für die Winterspiele in Vancouver 2010.

## Erfolge und Auszeichnungen
- 1997 All-Rookie-Team von Hockey East
- 2000 Second All-Star-Team von Hockey East
- 2007 Italienischer Meister mit der SG Cortina
- 2009 Aufstieg in die Top-Division bei der Weltmeisterschaft der Division I, Gruppe B
- 2011 Aufstieg in die Top-Division bei der Weltmeisterschaft der Division I, Gruppe A